# Alp Weissenstein

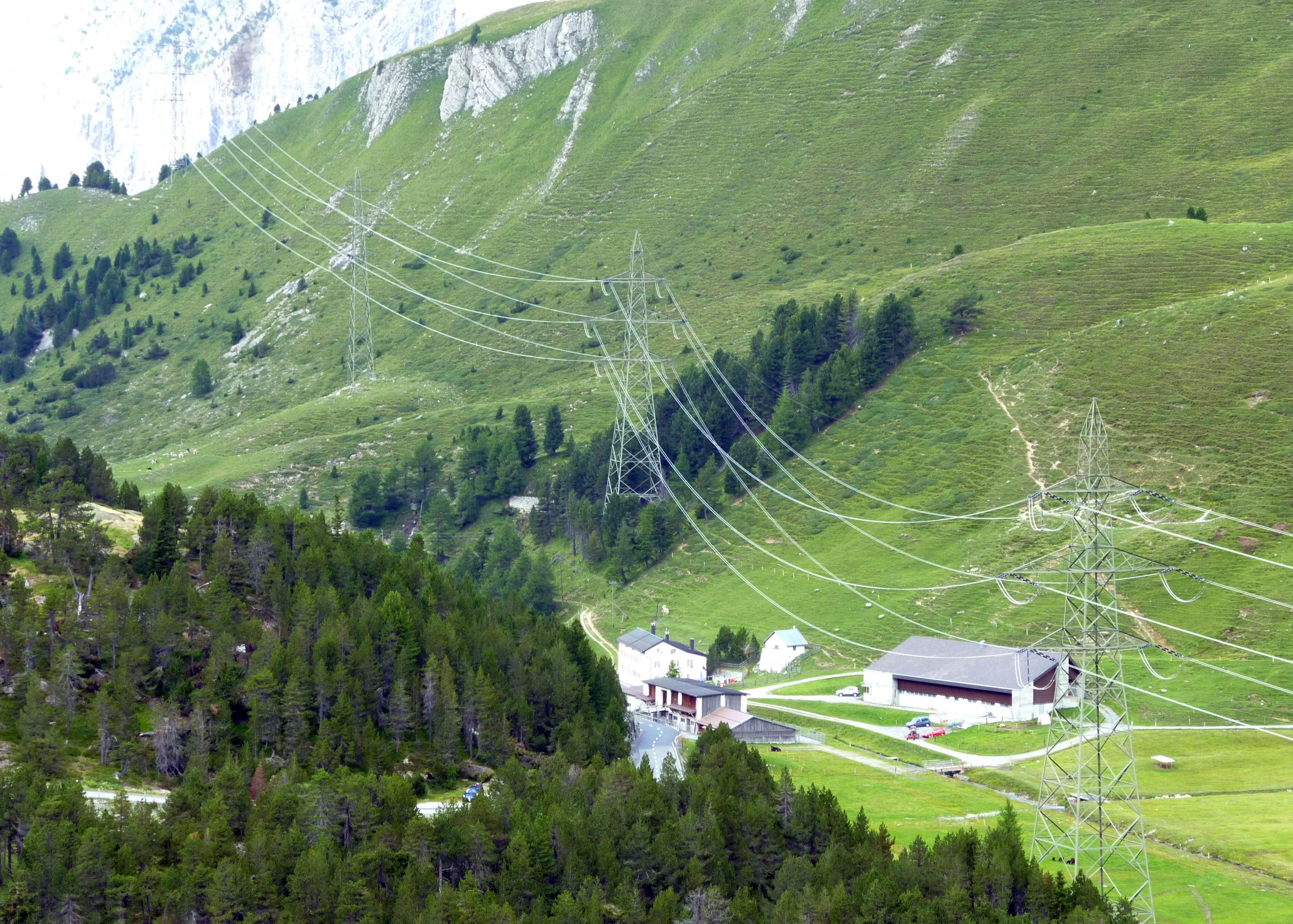
Alp Weissenstein

Die Alp Weissenstein (rätoromanisch im Idiom Puter Alp Crap Alv) ist eine Alp auf der Westseite des Albulapasses im Schweizer Kanton Graubünden. Sie liegt östlich des Palpuognasees auf Gemeindegebiet von Bergün Filisur knapp drei Kilometer unterhalb der Passhöhe. Die Alp dient als Forschungsstation des Departements für Agrar- und Lebensmittelwissenschaften der ETH Zürich.
Die eigentliche Alp mit ihren landwirtschaftlichen und Forschungsgebäuden liegt auf 2026 m ü. M., das Eigen- und das Pachtland erstrecken sich von 1900 bis 2600 m ü. M. Erforscht werden die hochalpine Milchkuh- und Schafhaltung sowie die montane Vegetation.